# 拉約區

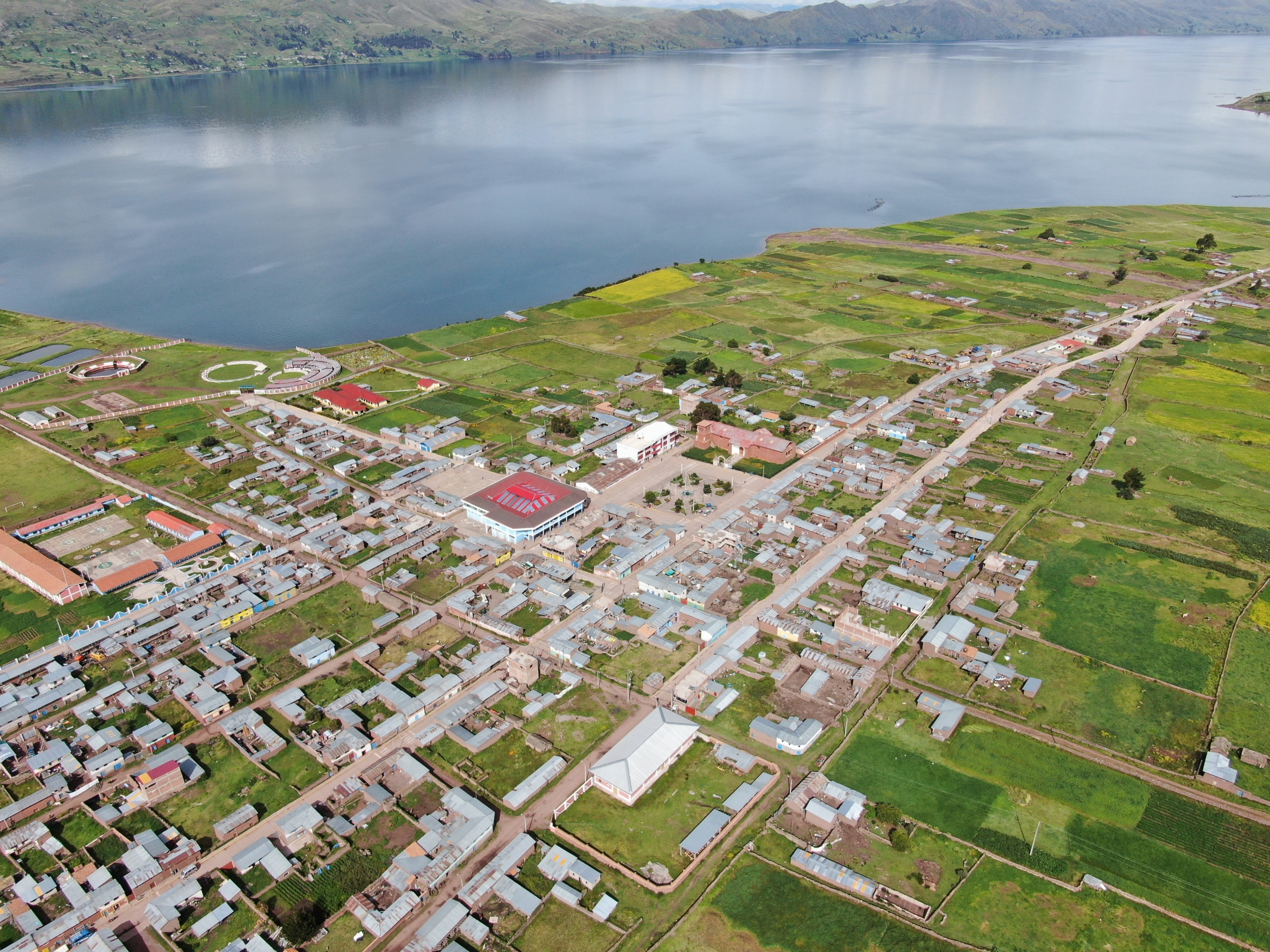

拉約區（西班牙語：Distrito de Layo），是秘魯的一個區，位於該國南部庫斯科大區的卡納斯省，始建於1857年1月2日，面積452.56平方公里，海拔高度3,978米，2005年人口6,822，人口密度每平方公里15人。